# Raïon de Slawharad
Le raïon de Slawharad (en biélorusse : Слаўгарадзкі раён, Slawharadski raïon) ou raïon de Slavgorod (en russe : Славгородский район, Slavgorodski raïon) est une subdivision de la voblast de Moguilev, en Biélorussie. Son centre administratif est la ville de Slawharad.

## Géographie
Le raïon couvre une superficie de 1 317,82 km2, dans le sud de la voblast. Le raïon de Slawharad est limité au nord par le raïon de Tchavoussy, à l'est par le raïon de Tcherykaw et le raïon de Krasnapolle, au sud par la voblast de Homiel (raïon de Karma et raïon de Rahatchow), et à l'ouest par le raïon de Bykhaw.

## Histoire
Le raïon de Slawharad a été créé le 17 juillet 1924.

## Population

### Démographie
Les résultats des recensements de la population (*) font apparaître une baisse continue de la population depuis 1959. Ce déclin se poursuit dans les premières années du XXIe siècle :
| 1959*  | 1970*  | 1979*  | 1989*  | 1999*  | 2009*  |
| ------ | ------ | ------ | ------ | ------ | ------ |
| 33 158 | 30 019 | 26 448 | 23 615 | 17 500 | 14 888 |

### Nationalités
Selon les résultats du recensement de 2009, la population du raïon se composait de deux nationalités principales :
- 94,63 % de Biélorusses ;
- 3,86 % de Russes.

### Langues
En 2009, la langue maternelle était le biélorusse pour 60,2 % des habitants du raïon de Slawharad et le russe pour 37,6 %. Le biélorusse était parlé à la maison par 23,5 % de la population et le russe par 66,4 %.